# Pedro de Silva (arquitecto)
Pedro de Silva (Sevilla, 1715 - 1781) fue un alarife y maestro mayor de obras sevillano del siglo XVIII, al servicio del arzobispado de Sevilla.

## Obra
Pocas noticias se tienen de este autor hasta 1756, año en que es nombrado maestro mayor de las obras del arzobispado de Sevilla, circunstancia por las cuales llegó a desplegar tan intensa producción constructiva, tanto en el área sevillana como en la onubense y la gaditana, y en especial porque a él le tocó reparar gran número de torres e iglesias de toda esta zona, que se vieron arruinadas tras el conocido Terremoto de Lisboa de 1755.
Tras morir en el año 1781 fue sustituido en su cargo de maestro mayor de las obras del arzobispado hispalense en 1782 por José Álvarez.

### Provincia de Sevilla
Uno de sus trabajos en la capital relacionados con este terremoto es la reconstrucción de la Iglesia de Santa Ana, muy afectada tras la catástrofe. Aquí está probada su autoría en las nuevas portadas que entonces se levantan, así como en el revestimiento decorativo del interior de la iglesia, hoy desaparecido tras distintas restauraciones.
Es conocida su participación en el amplio programa constructivo de la Real Fábrica de Tabacos de Sevilla en 1757, donde interviene en la realización de labores decorativas en la escalera y en la fachada principal, además de intervenir en la construcción de la linterna de la capilla.
Pero su obra más emblemática en la capital es la Iglesia de San Roque, llevada a cabo entre 1759 y 1763, de interior de tres naves separadas por columnas de orden toscano y color rojo. Esta iglesia presenta un interior donde resaltan los efectos de luces creados por los lunetos de su nave central sobre el intenso molduraje de sus cornisas, y una sencilla portada donde figuran los tradicionales símbolos catedralicios de la Giralda entre dos jarras de azucenas. También es muy significativa su torre, adosada en un lateral de su fachada principal, donde se muestra la impronta característica del diseño del artista, con un cuerpo de campanas con un hueco por cada cara flanqueado por parejas de columnas toscanas sobre pedestales, y en el cual destaca la decoración de azulejería en color azul y los remates cerámicos.
En la provincia de Sevilla De Silva también realiza importantes intervenciones. Entre ellas destaca la Capilla del Sagrario de la Iglesia de Santiago de Écija, de 1761, resuelta con planta cuadrada y cubierta por una pequeña cúpula. Más tarde, en 1770 trabaja en la reforma y ampliación de la Iglesia de Castilblanco de los Arroyos, donde levanta de nuevo la fachada principal y la torre, añadiendo un nuevo tramo a los pies del templo y construyendo una nueva cabecera.
En torno a 1776 levanta la torre de la Iglesia de San Fulgencio de Sanlúcar la Mayor, de cuerpo muy esbelto y dotada de moldura decorativa que le otorga un fuerte sentido ascensorial.
Sin duda su obra más importante en la provincia de Sevilla y fuera de la capital es la Iglesia de San Juan Bautista de Las Cabezas de San Juan, obra que se acomete a partir de 1758 y donde De Silva tuvo la posibilidad de levantar una de sus obras más personales, de nueva planta y sin limitaciones previas; y donde pudo desarrollar ampliamente sus grandes dotes como arquitecto y decorador.

### Provincia de Huelva
También han de anotarse sus intervenciones relacionadas en su mayoría con la reparación de las iglesias parroquiales de distintas poblaciones, afectadas seriamente tras el citado terremoto de 1755.
Así, en el año 1758 se encarga de reconstruir la torre de la Iglesia parroquial de Zufre, obra del siglo XVI, que quedó malparada tras el sismo. La torre de esta iglesia hubo de levantarse de nueva planta, y por ello presenta el característico diseño de este arquitecto, con su fuste cuadrado rematado en un cuerpo de campanas abierto por los cuatro lados y rematado por el habitual chapitel apiramidado revestido de azulejos.
Espectacular es su Iglesia de San Juan Bautista de La Palma del Condado, construida toda ella de nueva planta tras el terremoto, primero bajo la dirección de Pedro de San Martín, y luego, a partir de 1759 en manos de Pedro de Silva, quien diseña una espléndida fachada donde levanta una minuciosa y elaborada portada realizada en dos cuerpos de altura y en ladrillo, y donde coloca además una alta torre, quizás la más airosa de cuantas se levantaron en esta área onubense en aquella época, con un elegante cuerpo de campanas y altísimo chapitel, revestidos con figuras geométricas en azulejos en azul y blanco.
También intervino De Silva en la reconstrucción de la Iglesia de Valdelarco utilizando en este caso esquemas más simples, tanto en la planta como en su alzado. Sólo el ritmo ondulante de la cornisa de la fachada le otorga cierta movilidad al frente, creando una torre, que aun siendo esbelta, no tiene la habitual elegancia de otras torres creadas por este artista.
En la propia capital, Huelva, interviene Pedro de Silva en el año 1770 en la reconstrucción de la torre de la Iglesia de San Pedro, la más antigua de la ciudad, también completamente deteriorada tras los distintos terremotos. Este caso lo resuelve con un bello campanario dotado de gran movilidad debido al ritmo ondulatorio que presentan sus elementos constructivos y decorativos, y un clásico chapitel revestido de azulejos. En 1773 recibió el encargo de ampliar la Parroquia de San Marcos de Alájar. Sin embargo, decidió levantar un templo de nueva planta cuyas obras estaban terminadas -a excepción de la torre- en 1792.
En Aracena interviene De Silva en la construcción de la Iglesia de Santa María de la Asunción, que mantenía desde final del siglo XV un lento proceso constructivo y que en el último tercio del siglo XVIII se quiso terminar, sin que llegara a lograrse.

### Provincia de Cádiz

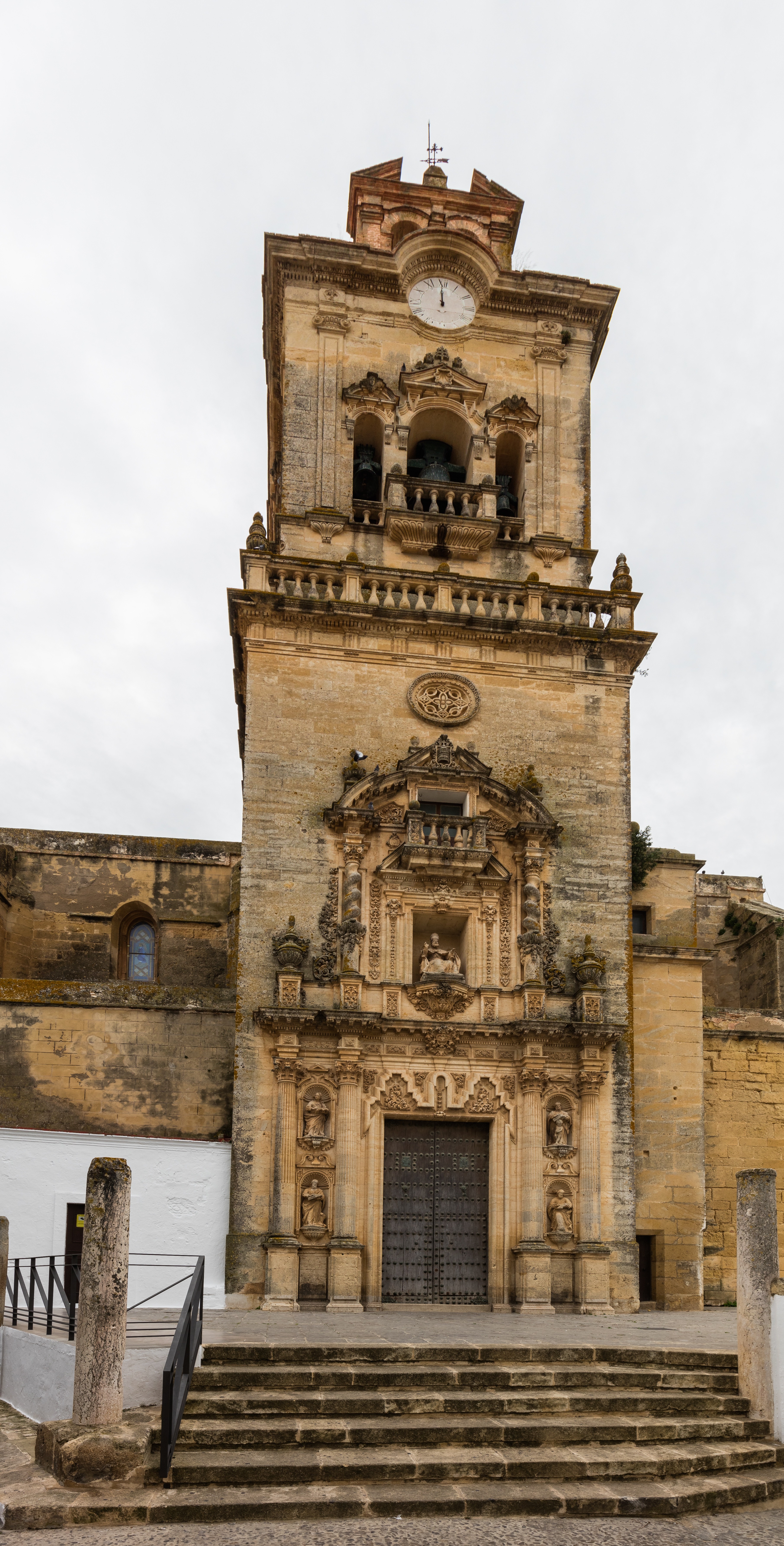
Detalle de la torre de la iglesia de San Pedro en Arcos de la Frontera, en la que trabajó Pedro de Silva, tras el terremoto de Lisboa, levantando el cuerpo de campanas.

En la provincia de Cádiz, trabajó De Silva durante 1759 en la reconstrucción y ampliación en altura de la torre de la Iglesia de San Pedro de Arcos de la Frontera, también dañada por los efectos del Terremoto de Lisboa, siguiendo las trazas dadas por el también arquitecto Pedro de San Martín en 1756.
En la ciudad de Jerez de la Frontera dirigió entre 1758 y 1760 las obras de restauración en la Iglesia de San Dionisio que afectaron a las cubiertas, pilares, trascoro y campanario. Obras que realiza junto al alarife jerezano Juan de Bargas.